# Harold Lockwood
Pour les articles homonymes, voir Lockwood.

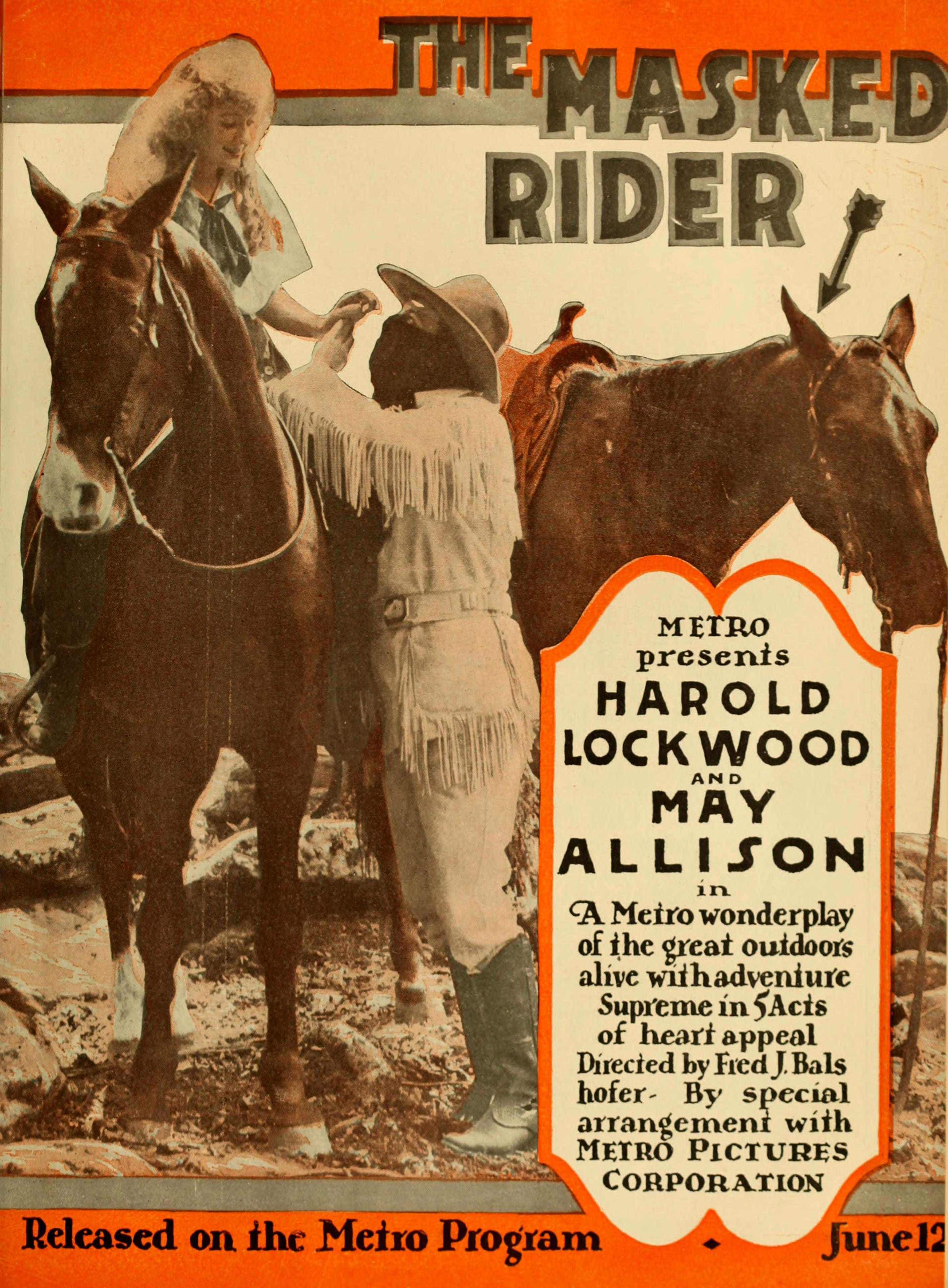
The Masked Rider (1916)

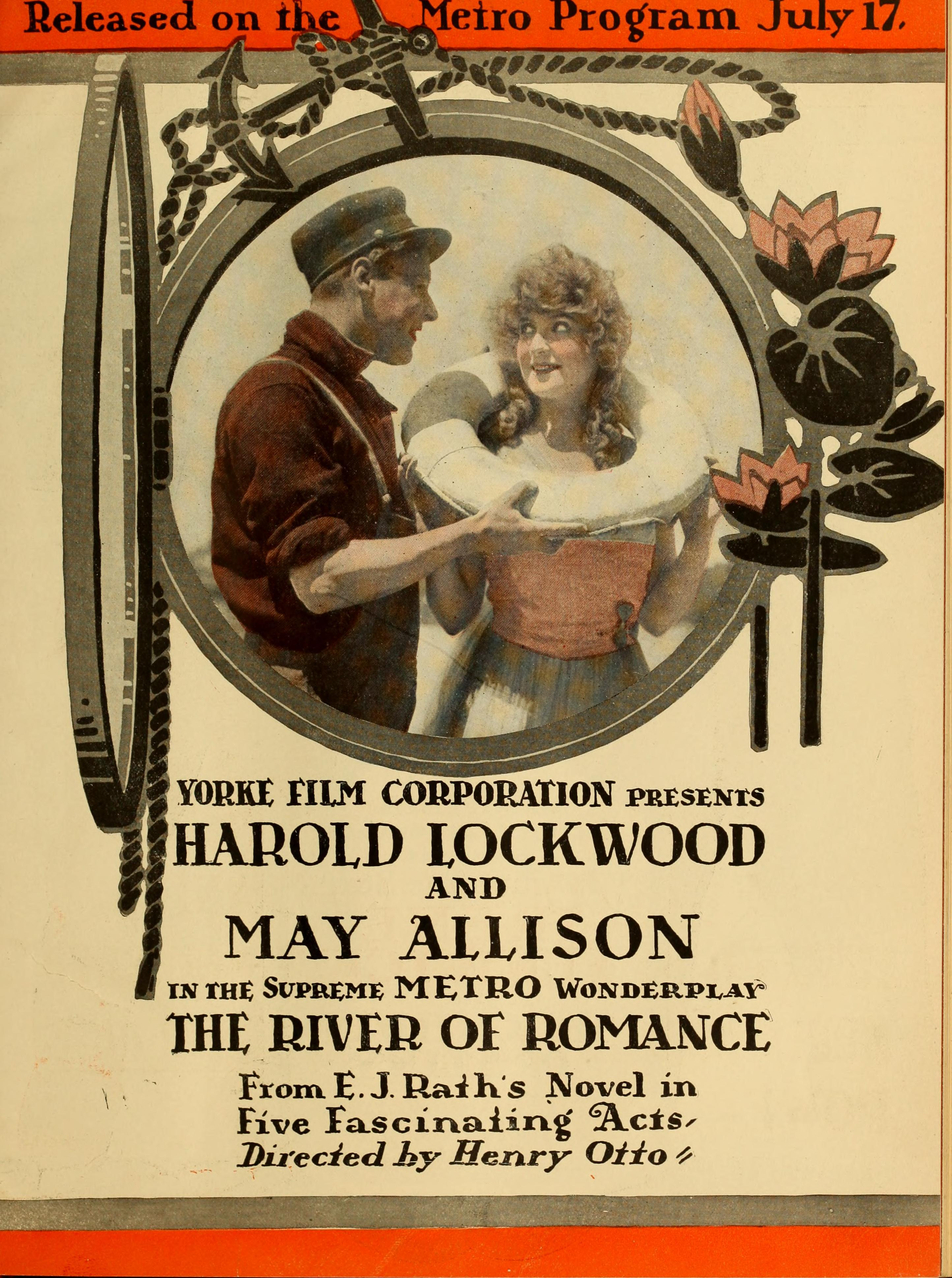
The River of Romance (1916)

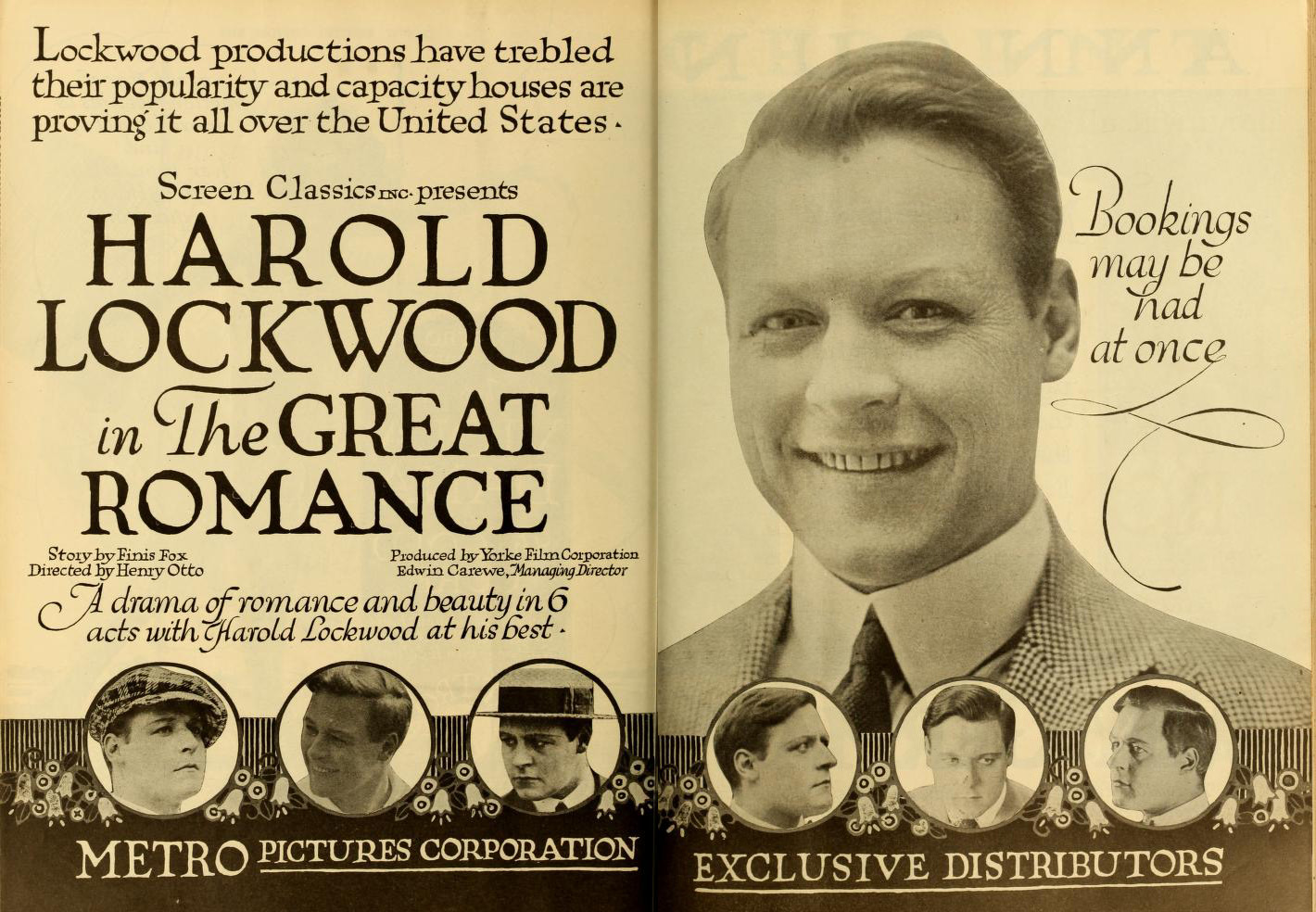
The Great Romance (1919)

Harold Lockwood est un acteur et réalisateur américain né le 12 avril 1887 à Newark, New Jersey (États-Unis), mort le 19 octobre 1918 à New York (État de New York) d'une pneumonie, à la suite de la grippe espagnole.

## Filmographie partielle

### Comme acteur
- 1911 : The White Red Man : Gene Thomas
- 1911 : Lost Illusions de Edwin S. Porter
- 1911 : A True Westerner : Bob Bonner
- 1911 : The Law of the Range : Jack Corning
- 1911 : The Best Man Wins
- 1912 : The Lost Address : Harry Locke
- 1912 : A Brave Little Woman
- 1912 : A Matinee Mix-Up (it) d'Al Christie
- 1912 : Inbad, the Count d'Al Christie
- 1912 : The Deserter
- 1912 : The Feudal Debt
- 1912 : Over a Cracked Bowl
- 1912 : The Bachelor and the Baby
- 1912 : The Heart of a Tramp : The Tramp
- 1912 : The Cub Reporter's Big Scoop : Reporter
- 1912 : The Torn Letter : Scott
- 1912 : A Pair of Baby Shoes : Richard Darrell
- 1912 : His Message
- 1912 : The Other Girl
- 1912 : The Reckoning
- 1912 : The Doctor's Double
- 1912 : His Better Self
- 1912 : For the Honor of the Seventh : Captain Stanton
- 1912 : The Sergeant's Boy
- 1912 : The Altar of Death : Lieutenant
- 1912 : The Army Surgeon
- 1912 : The Ball Player and the Bandit : Harry Burns
- 1912 : For the Cause
- 1912 : The Millionaire Vagabonds de Lem B. Parker : Dustin Lains
- 1912 : Harbor Island : Frank Franklyn, A Harbor Engineer
- 1913 : The Tide of Destiny : Frank Stafford
- 1913 : The Love of Penelope : Robbin Abbot
- 1913 : The Lipton Cup: Introducing Sir Thomas Lipton
- 1913 : A Little Child Shall Lead Them : David Brant
- 1913 : The Governor's Daughter : Jim Carey
- 1913 : Her Only Son : Jack Temple
- 1913 : Two Men and a Woman : Charles Conrad, le mari
- 1913 : The Spanish Parrot Girl : Richard Avery
- 1913 : Diverging Paths : Jed
- 1913 : Love Before Ten : Jack Mason
- 1913 : Margarita and the Mission Funds : Capt. Stewart Hopewell
- 1913 : The Hoyden's Awakening de Lem B. Parker
- 1913 : Tommy's Atonement
- 1913 : With Love's Eyes de Lem B. Parker : Charles, un jeune pompier
- 1913 : The Tie of the Blood : Deer Foot, fils de Setting Sun
- 1913 : The Burglar Who Robbed Death
- 1913 : Their Stepmother
- 1913 : A Welded Friendship : Paul Trevor
- 1913 : Lieutenant Jones : Lt. Jones
- 1913 : The Stolen Melody
- 1913 : Woman: Past and Present : Young America
- 1913 : The Grand Old Flag
- 1913 : The Fighting Lieutenant
- 1913 : The Mansion of Misery : Wilbur Notre
- 1913 : The Flight of the Crow
- 1913 : The Child of the Sea : Assistant Lighthouse Keeper
- 1913 : The Young Mrs. Eames : Gerald Leighton
- 1913 : The Revelation
- 1913 : The Bridge of Shadows : Edward Warren
- 1913 : The Dangling Noose : Bill
- 1913 : Phantoms : John Sterling
- 1913 : The Hopeless Dawn
- 1913 : Northern Hearts : Sergent Jim McGrath
- 1913 : Her Legacy
- 1913 : Until the Sea... : Jim Hall
- 1913 : A Dip in the Briney
- 1914 : On the Breast of the Tide
- 1914 : Message from Across the Sea : John Lund
- 1914 : Tony and Maloney : Tony
- 1914 : Hearts Adrift : Jack Graham
- 1914 : Through the Centuries : Raymond Truxton
- 1914 : Memories : Clyde Lawrence, le petit-ami de Marjorie
- 1914 : Tested by Fire : Hal Arnold, Forest Ranger
- 1914 : The Attic Above : Bates, a Teller
- 1914 : The Smuggler's Sister : Le frère de Bessie
- 1914 : Elizabeth's Prayer : Henry Ashton, Prosperous Young Attorney
- 1914 : Tess au pays des tempêtes (Tess of the Storm Country) : Frederick Graves
- 1914 : While Wifey Is Away : Mr. Dodd
- 1914 : The Midnight Call : Dr. Bronte
- 1914 : When Thieves Fall Out : Percival Scott, Gentleman Jimmy
- 1914 : The Squatters : Harvey Mathews
- 1914 : The Scales of Justice : Frank Dexter
- 1914 : The Unwelcome Mrs. Hatch : Jack Adrian
- 1914 : Such a Little Queen : Robert Trainor
- 1914 : Petite Folle (Wildflower) de Allan Dwan : Arnold Boyd
- 1914 : The County Chairman (en) d'Allan Dwan : Tillford Wheeler
- 1914 : The Man From Mexico : Danton
- 1914 : The Conspiracy d'Allan Dwan : Jack Howell
- 1914 : The Crucible (en) : Craig Atwood
- 1915 : David Harum : John Lenox
- 1915 : The Love Route : John Ashby
- 1915 : Are You a Mason? : Bob Trevors
- 1915 : The Lure of the Mask : Jack Hilliard
- 1915 : Jim the Penman : Louis Percival
- 1915 : The Secretary of Frivolous Affairs : Hap Hazard
- 1915 : The Great Question
- 1915 : The House of a Thousand Scandals : John Wright
- 1915 : Pardoned
- 1915 : The End of the Road : Paul Harvard
- 1915 : The White Medicine Man
- 1915 : The Buzzard's Shadow : Sergent Barnes
- 1915 : The Tragic Circle
- 1916 : The Other Side of the Door
- 1916 : The Secret Wire
- 1916 : The Gamble
- 1916 : The Man in the Sombrero
- 1916 : The Broken Cross
- 1916 : Lillo of the Sulu Seas
- 1916 : Life's Blind Alley : Walt Landis
- 1916 : The Come-Back : Burt Ridgeway
- 1916 : The Masked Rider : Bruce Edmunds
- 1916 : Le Pirate du Saint-Laurent (The River of Romance) de Henry Otto : William Kissaaam Kellogg, dit "Sam"
- 1916 : Mister 44 : John Stoddard
- 1916 : Big Tremaine : John Tremaine, Jr.
- 1916 : Pidgin Island : John Cranford
- 1917 : The Promise : Bill Carmody
- 1917 : A Battle of Wits
- 1917 : The Hidden Children : Evan Loskiel
- 1917 : The Haunted Pajamas : Richard Hudson
- 1917 : The Hidden Spring : Donald Keeth
- 1917 : Under Handicap : Greek Conniston
- 1917 : Le Jardin du paradis (Paradise Garden) de Fred J. Balshofer : Jerry Benham
- 1917 : The Square Deceiver : Billy Van Dyke
- 1917 : The Avenging Trail : Gaston Olaf
- 1918 : Broadway Bill : 'Broadway Bill' Clayton
- 1918 : The Landloper : Walker Farr
- 1918 : Lend Me Your Name : The Earl of Gilleigh / Warren Ellis
- 1918 : Pals First : Danny Rowland
- 1918 : Liberty Bond Jimmy : Jimmy
- 1919 : The Great Romance : Rupert Danza
- 1919 : Shadows of Suspicion : Cyril Hammersley
- 1919 : A Man of Honor : David Smith

### Comme réalisateur
- 1919 : A Man of Honor